# Прогресс М-04М
Прогресс М-04М -  транспортный грузовой космический корабль (ТГК) серии «Прогресс», запущенный к Международной космической станции. 36-й российский корабль снабжения МКС. Серийный номер 404.

## Цель полёта
Доставка на МКС топлива, продуктов, воды и других расходуемых материалов, необходимых для эксплуатации станции в пилотируемом режиме.

## Хроника полёта
- 03.02.2010, в 06:45:29 (MSK), (03:45:29 UTC) — запуск с космодрома Байконур[3];
- 05.02.2010, в 07:25:58 (MSK), (04:25:58 UTC) — осуществлена стыковка с МКС к стыковочному узлу на агрегатном отсеке служебного модуля «Звезда». Процесс сближения и стыковки проводился в автоматическом режиме;
- 10.05.2010, в 14:15:32 (MSK), (11:15:32 UTC) — ТГК отстыковался от орбитальной станции и отправился в автономный полёт.

## Фотографии

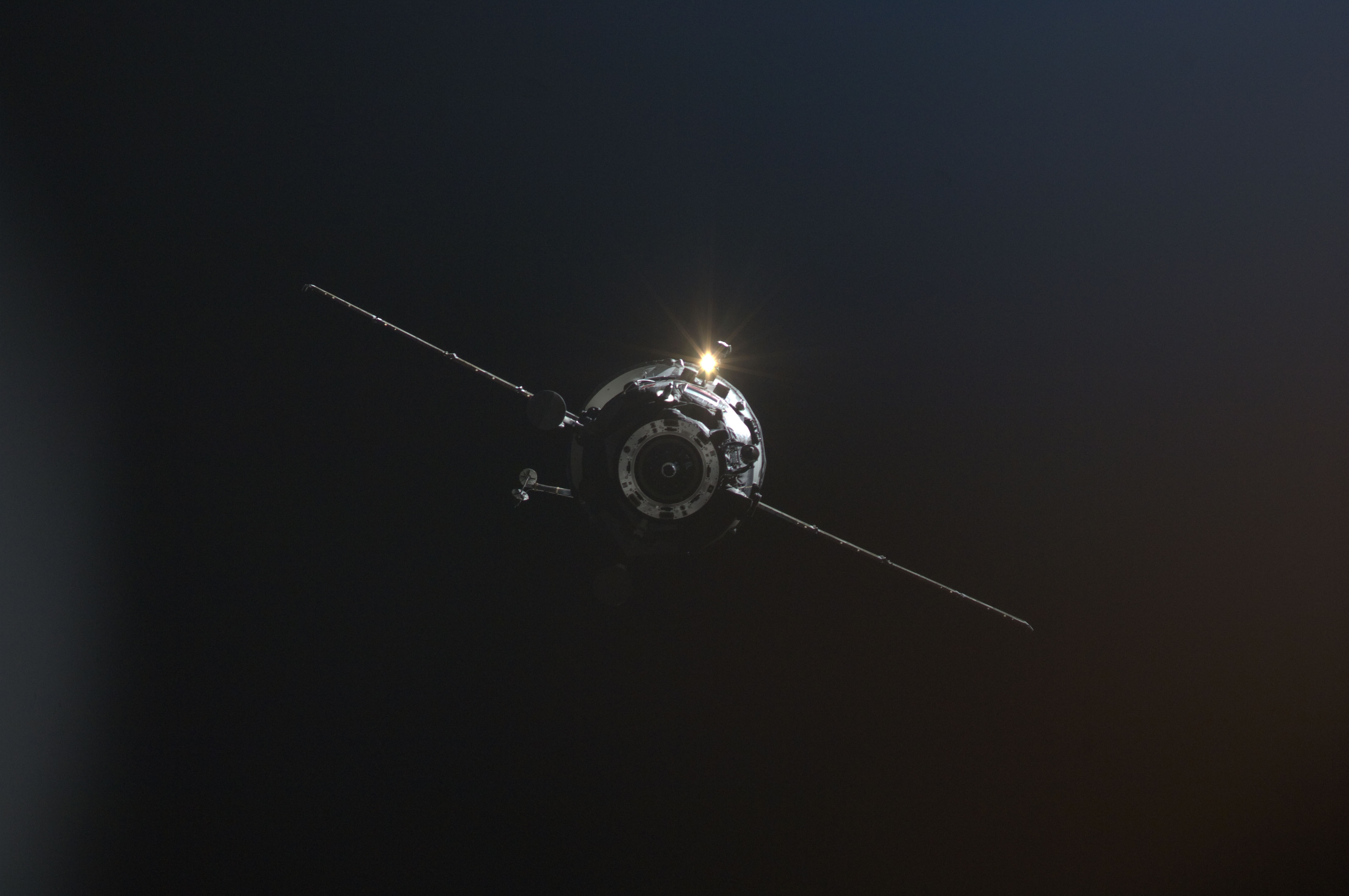
ТГК «Прогресс М-04М» приближается к МКС

## Научная работа
ТГК «Прогресс М-04М» два месяца был участником серии геофизических экспериментов.